# 329 v. Chr.
Portal Geschichte | Portal Biografien | Aktuelle Ereignisse | Jahreskalender | Tagesartikel

◄ |
5. Jahrhundert v. Chr. |
4. Jahrhundert v. Chr. |
3. Jahrhundert v. Chr. |
►

◄ | 340er v. Chr. | 330er v. Chr. | 320er v. Chr. | 310er v. Chr. |
300er v. Chr. |
►

◄◄ | ◄ | 332 v. Chr. | 331 v. Chr. | 330 v. Chr. | 329 v. Chr. |
328 v. Chr. |
327 v. Chr. |
326 v. Chr. |
► |
►►

## Ereignisse

### Alexanderzug

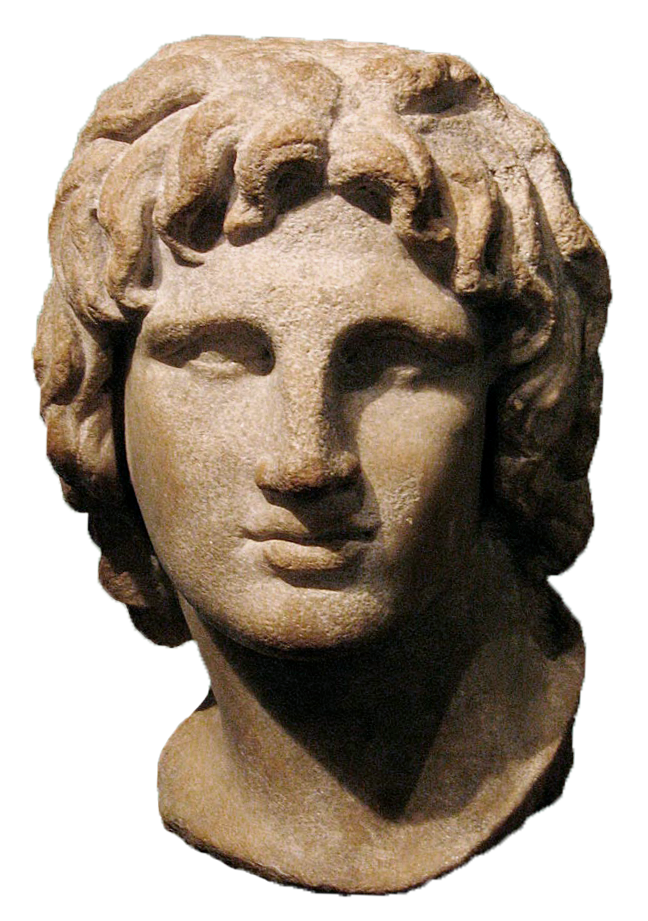
Büste Alexanders des Großen

- Alexander der Große gründet während seines Zuges im heutigen Afghanistan drei nach ihm Alexandreia benannte Städte (heute: Kandahar, Ghazni und Tscharikar am Hindukusch).
- Alexander erobert Baktrien und zieht in dessen Hauptstadt Baktra ein; als Statthalter setzt er Artabazos ein. Alexanders Gegner Bessos ist unterdessen weiter nordwärts geflohen.
- 1. Juni: Nachdem die Begleiter des Bessos gegen diesen gemeutert und ihn Alexander dem Großen ausgeliefert haben, lässt dieser ihn in Baktrien wegen des Mordes an Dareios III. verstümmeln und kreuzigen.
- Alexander der Große erobert Samarkand. Schließlich erreicht er den Jaxartes (Syrdarja), wo er Alexandria eschata, das „entfernteste Alexandria“ (heute Chudschand) als äußersten nordöstlichen Vorposten seines Reiches errichten lässt.
- Juli: Der baktrische Hauptmann Spitamenes rebelliert gegen die makedonische Besatzung; es folgt ein langwieriger Guerillakrieg Alexanders gegen die Aufständischen in Baktrien und Sogdien. Eine makedonische Armee unter Pharnuches wird dabei aufgerieben.

### Westliches Mittelmeer
- Die Römer unter den Consuln L. Aemilius Mamercinus Privernas und C. Plautius Decianus unterwerfen die volskische Stadt Privernum, die civitas sine suffragio (Stadt ohne Wahlrecht) wird.

## Gestorben
- Bessos, letzter Perserkönig der Achämenidenzeit